# Hội nghị Liên Hợp Quốc về Biến đổi Khí hậu 2015

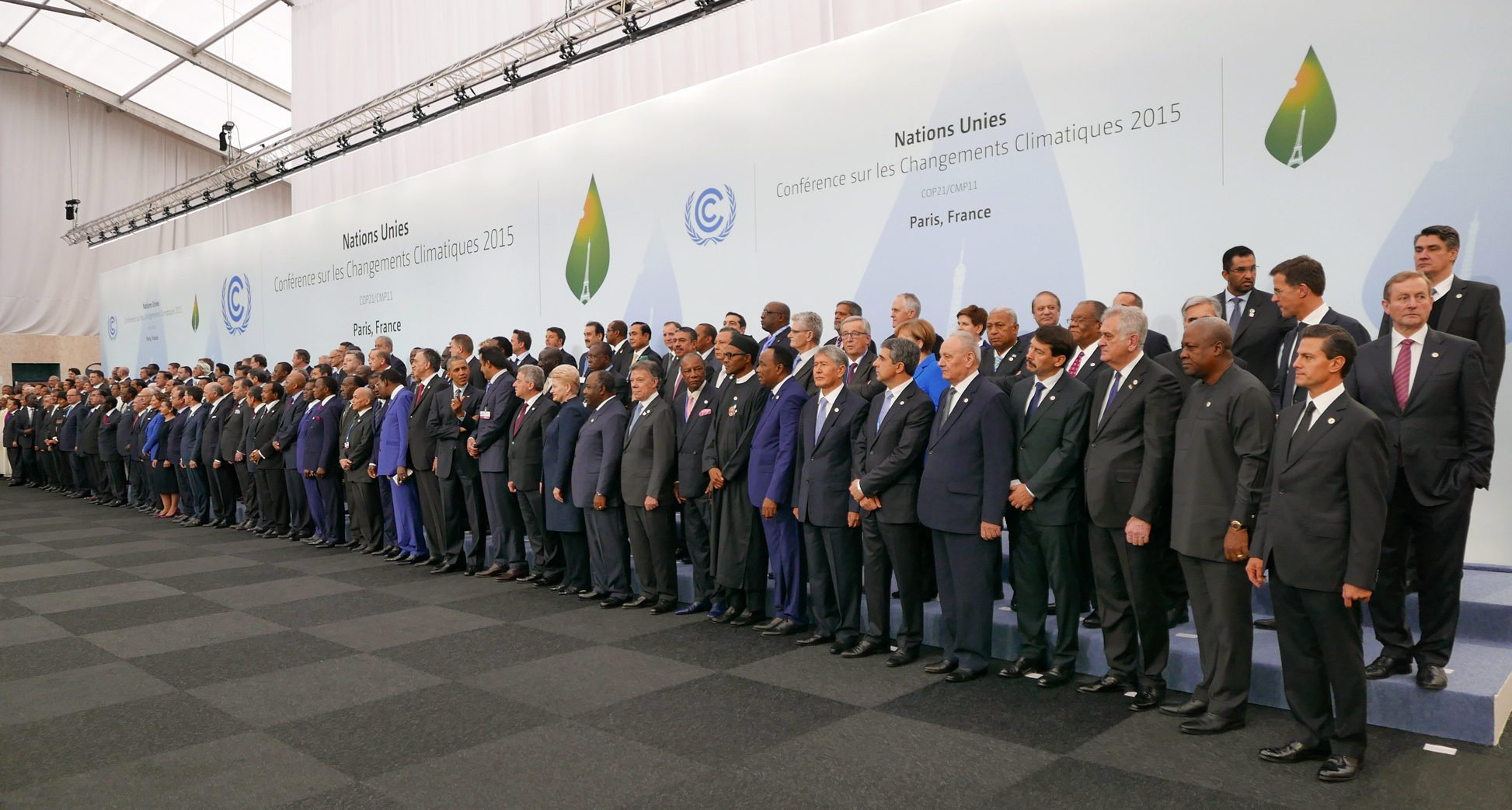
Trưởng các phái đoàn tại Hội nghị Liên hợp quốc năm 2015 về Biến đổi khí hậu (COP21), dẫn đến việc ký kết Thỏa thuận chung Paris.

Hội nghị Liên Hợp Quốc về Biến đổi Khí hậu 2015, COP 21 hoặc CMP 11 được tổ chức ở Paris, Pháp, từ ngày 30 tháng 11 đến 12 tháng 12 năm 2015. Đây là phiên họp hàng năm lần thứ 21 của Hội nghị các Bên tham gia Công ước khung của Liên Hợp Quốc về biến đổi khí hậu năm 1992 (UNFCCC) và kỳ họp thứ 11 của Hội nghị các Bên tham gia Nghị định thư Kyoto năm 1997.
Hội nghị đạt được mục tiêu của mình, lần đầu tiên đạt được một thỏa thuận toàn cầu về giảm biến đổi khí hậu trong các Thỏa thuận chung Paris, đã được thông qua với sự tán thành bởi gần như tất cả các quốc gia. Thỏa thuận chung sẽ thỏa thuận sẽ ràng buộc pháp lý khi có ít nhất 55 quốc gia đại diện cho ít nhất 55 phần trăm của lượng khí thải nhà kính toàn cầu trở thành một bên của thỏa thuận thông qua việc ký kết sau khi phê chuẩn, chấp thuận, phê duyệt hoặc gia nhập thông qua tại New York giữa 22 tháng 4 năm 2016 đến 21 tháng 4 năm 2017. Dự kiến, thỏa thuận chung có hiệu lực vào năm 2020 Theo ban tổ chức, kết quả mong đợi chính là để hạn chế sự nóng lên toàn cầu, đến năm 2100, so với thời tiền công nghiệp xuống dưới 2 độ C. Mục đích để hạn chế sự gia tăng nhiệt độ với 2 độ tuy nhiên được bổ sung trong phiên bản đã thông qua Thỏa thuận chung, với tuyên bố rằng các bên "theo đuổi để" hạn chế sự gia tăng nhiệt độ đến 1,5 độ C. Một mục tiêu 1,5 °C sẽ đòi hỏi một mức zero trong khí thải khoảng giữa năm 2030 và 2050 theo một số nhà khoa học. Tuy nhiên, không có kế hoạch thời gian hay mục tiêu cụ thể của mỗi quốc gia được nêu trong phiên bản cuối cùng của Thỏa thuận chung - trái với Nghị định thư Kyoto trước đây. Một mức thải zero có thể đạt được trong nửa sau của thế kỷ theo thỏa thuận
Trước hội nghị, 146 nhóm khí hậu quốc gia công khai trình bày dự thảo đóng góp của khí hậu quốc gia (cái gọi là các Đóng góp quyết tâm quốc gia dự tính, INDCs). Những cam kết đề nghị đã được ước lượng để hạn chế sự nóng lên toàn cầu lên 2,7 độ C vào năm 2100. Ví dụ, EU đề nghị INDC là một cam kết giảm 40 phần trăm lượng khí thải vào năm 2030 so với năm 1990. Trước khi cuộc họp này, một hội nghị đã nói về sự nóng lên toàn cầu trong Địa Trung Hải ở Marseilles, Pháp, trong MedCop21 ngày 4 và ngày 05 tháng 6 năm 2015. Một cuộc họp trước COP đã được tổ chức tại Bonn, ngày 19 đến 23 tháng 10 năm 2015, với các bộ trưởng môi trường từ khắp nơi trên thế giới.